# Aonori
Aonori (ou ao nori) est le nom japonais commercialement utilisé pour désigner un type d'algues vertes comestibles appartenant aux genres Enteromorpha (de la famille des Ulvaceae) et Monostroma (famille des Gomontiaceae).

## Présentation
Elle se présente sous la forme d'un tube conique vert et translucide appelé thalle et aplati au sommet.
Le diamètre des tubes varie de 10 mm à plusieurs cm. Plusieurs tubes se développent à partir d'une même base attachée à différents types de substrats.
Cette espèce d'algue n'est pas annuelle et résiste bien à l'émersion, aux variations de température et aux variations de salinité. Mais si l'émersion est trop longue, les thalles meurent et blanchissent. Elle se retrouve principalement dans les eaux marines, eaux saumâtres, eaux peu profondes du littoral, sur les rochers, dans les zones sableuses et sur un grand nombre de supports naturels (autres algues) ou anthropiques (coque de bateau et ponton). Elle est présente sur presque toutes les côtes de l'Atlantique, tempérées et froides.
Elles se nourrissent par photosynthèse et assimilent des sels nutritifs (nitrate et phosphate). Les algues Aonori peuvent croître rapidement et produire une forte biomasse. L'algue, une fois séchée, est un condiment traditionnel de la cuisine japonaise, utilisé dans de nombreux plats.
C'est l'une des principales composantes du Nori japonais
L'algue est cultivée commercialement au Japon dans certaines baies telles que la baie d'Ise. Des filets sont ensemencés avec des spores et submergés. La récolte est faite à la main ou à la machine.

## Nutrition
Elle est riche en minéraux : calcium, magnésium, lithium, et contient des  vitamines et des acides aminés comme la méthionine.
Cette espèce d'algue a une teneur énergétique de 224kcal pour 100g d'algues déshydratées et contient une quantité assez importante de protéines : 13.7g pour 100g de produit sec. L'algue Aonori est également intéressante pour son taux d'iode de 9,4g pour 100g. De plus, son taux de fer est considérable : 234.1mg pour 100g. Et elle contient plus de vitamine B que la plupart des légumes, et un fort taux de vitamine A : 0.98mg pour 100g.
Ces algues n'absorbent pas les éléments toxiques présents dans leur environnement.

## Reproduction
Les algues de cette famille ont une durée de vie inférieure à un an,. Leur cycle reproductif comporte deux stades différents (digénétique) et est haplodiplobiontique. Les sporophytes diploïdes vont produire par méiose des spores à n chromosomes qui se fixent puis donnent des gamétophytes haploïdes mâles ou femelles qui à leur tour vont produire des gamètes mâles ou femelles. Lors de la fécondation, les gamètes vont fusionner pour produire des zygotes diploïdes. Le zygote se fixe, perd ses flagelles et se développe en nouveau sporophyte.

## Recettes utilisant habituellement de l’Aonori
- L'okonomiyaki.
- Les takoyaki.
- Les yaki udon.
- La soupe miso.